# Meir Auerbach
Meir Auerbach (ur. 10 lutego 1815 w Dobrej, zm. 8 maja 1878 w Jerozolimie) – żydowski teolog, talmudysta, od 1860 roku naczelny rabin aszkenazyjski w Jerozolimie.

## Życiorys
Pochodził ze znanej rodziny rabinów. Jego ojciec, Izaak (Jicchak) Auerbach był rabinem w Płocku i Łęczycy, był potomkiem Chaima Auerbacha. W 1840 roku został rabinem, a w 1846 roku został wybrany przewodniczącym bejt dinu w Kole, gdzie pracował przez 9 lat. Następnie, do 1860 roku, pełnił funkcję rabina Kalisza.
W 1860 roku wyjechał do Palestyny i osiedlił się w Jerozolimie. Był organizatorem jesziwy oraz niezależnej organizacji aszkenazyjskich szojchetów. Wraz z rabinem Samuelem Salantem założył organizację charytatywną Wa’ad ha-Kelali. Od 1860 roku pełnił funkcję naczelnego aszkenazyjskiego rabina Jerozolimy. Był także honorowym przewodniczącym jesziwy Ec Chaim, szpitala oraz szkoły w Jerozolimie.
Według legendy, gdy książę koronny Imperium Rosyjskiego, syn Aleksandra II, miał ciężko zachorować, rosyjski konsul w Jerozolimie miał zwrócić się do niego z prośbą o modlitwę w intencji księcia. Modlitwa Auerbacha i innych żydowskich uczonych miała doprowadzić do cudownego uzdrowienia księcia, a cesarz miał przesłać mu w podziękowaniu list.
Był autorem księgi Imrej Bina (hebr. ‏אמרי בינה‎), interpretacji i responsów. Większość jego twórczości nigdy nie została wydana. W Jerozolimie istnieje bet midrasz jego imienia.